# Determinatie

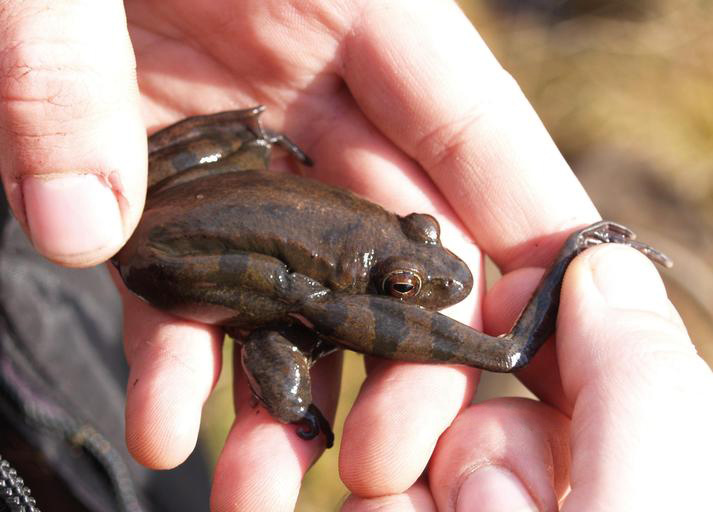
Bij veel soorten kikkers is de strekproef een belangrijk determinatiekenmerk (hier toegepast bij een springkikker).

Determinatie of identificatie is in de biologie het op basis van morfologische en/of anatomische kenmerken met zekerheid kunnen toekennen van een taxonnaam waartoe een bepaald exemplaar van een organisme behoort. In sommige gevallen horen bij de determinatie ook de karakteristieke geluiden of geuren die het desbetreffende organisme produceert. Idealiter probeert men bij determinatie tot de rang van het soortniveau of lager (bijvoorbeeld ondersoort of variëteit) te komen, alhoewel dit vooral bij complexe soortgroepen niet altijd (meteen) mogelijk is in het veld. In het laatstgenoemde geval gaat de determinatie dan vaak (voorlopig) tot het niveau van sectie, geslacht of zelfs familie. Het biotoop en de topografische plek waar een exemplaar is aangetroffen behoren strikt genomen niet tot de determinatie maar vallen onder respectievelijk de ecologische en biogeografische kenmerken van een taxon.
Traditioneel wordt de determinatie uitgevoerd met behulp van determinatietabellen met de determinatiekenmerken (bijvoorbeeld in flora's). De voor de determinatie belangrijk geachte kenmerken zijn door specialisten uitgekozen aan de hand van de bestudering van materiaal of de beschrijvingen van de taxa. Deze kenmerken kunnen regionaal verschillen in verband met de geografische variatie in kenmerken van de taxa.

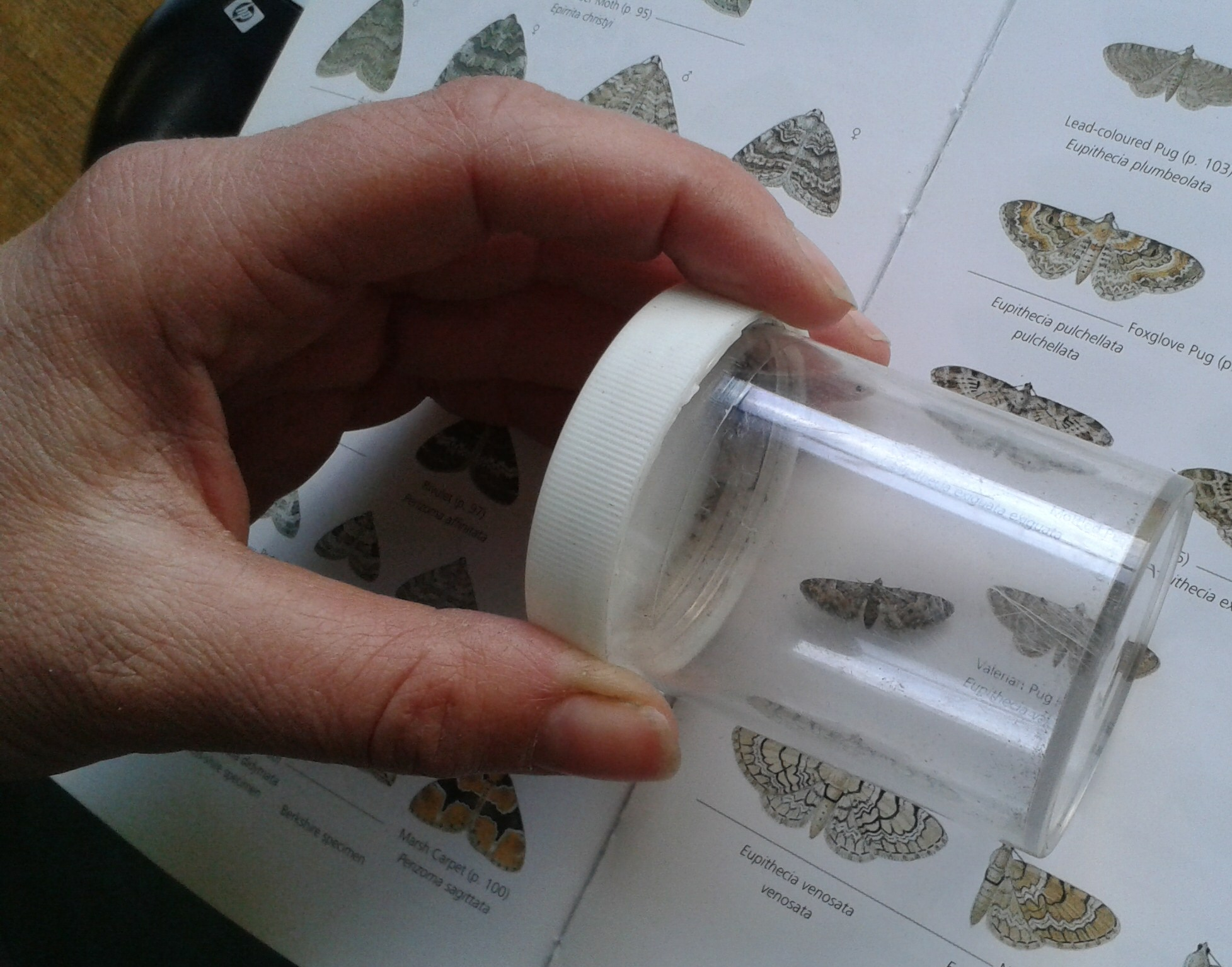
Een gevangen exemplaar van een Eupithecia-soort wordt gedetermineerd.

In geval van onzekere determinaties kunnen de onderzoekers collega's raadplegen en hulp inroepen van op het betreffende terrein gespecialiseerde instituten, zoals musea en herbaria waar collecties met verzamelde specimina ter vergelijking beschikbaar zijn.
Bij biosystematisch onderzoek naar de taxonomie wordt op grond van onderzoek een beschrijving van een soort opgesteld met onderscheidende kenmerken in vergelijking met min of meer nauw verwante taxa. De diagnose bestaat dan uit de onderscheidingscriteria of diagnostische kenmerken en hun samenhang en variatie.
Vaak is de diagnose bij de eerste soortbeschrijving in het Latijn, tegenwoordig ook in het Engels. Voor het opstellen van diagnoses wordt een gespecialiseerde terminologie gebruikt (vaktermen). De diagnostische kenmerken van de oorspronkelijke beschrijving van een taxon kunnen bij later onderzoek (een revisie) in een nieuwe beschrijving van het taxon vaak worden aangevuld of vervangen door nieuwe diagnostische kenmerken. De beschrijvende plantkunde geeft de terminologie voor de wetenschappelijke beschrijving van planten.

## Determinatiesleutels of -tabellen
Voor de determinatie wordt vaak gebruikgemaakt van determinatiesleutels of determinatietabellen. Daarin leidt het beantwoorden van vragen over determinatiekenmerken van het te determineren exemplaar naar een nieuwe vraag tot er uiteindelijk nog maar een mogelijkheid over is. Een binaire sleutel is een vragenlijst waarbij iedere vraag steeds maar twee mogelijk antwoorden heeft. Bij oudere determinatietabellen komt het voor dat er gekozen moet worden uit meer dan twee mogelijkheden.
Determinatiesleutels kunnen slechts in een beperkt geografisch gebied en voor een bepaalde groep van organismen gebruikt worden. Niet voor alle gebieden en voor alle groepen van organismen zijn determinatietabellen beschikbaar. Soms zijn bepaalde groepen van organismen slecht onderzocht en worden regelmatig nieuwe soorten voor het gebied ontdekt.
Soms zijn botanische tekeningen beschikbaar voor de voorkomende organismen in een bepaald gebied. Deze kunnen zeer behulpzaam zijn bij de determinatie.

## Planten en schimmels
Bij soortbeschrijvingen in flora's met determinatiesleutel worden vaak de diagnostische kenmerken genoemd. Omdat er ook regionale variatie bestaat, worden de determinatiekenmerken aangevuld met meer praktische, in het betreffende gebied bruikbare kenmerken. Een flora bevat zo een lijst van alle in een bepaald gebied voorkomende soorten planten van een bepaalde groep, zoals hogere planten, mossen (in een mosflora) of andere cryptogamen. Flora's zijn meestal voorzien van determinatietabellen, een aanduiding van de status van de soort in het betreffende gebied, vaak ook van beschrijvingen van het milieu (standplaats) waarin de soort kan worden aangetroffen. Een kale soortenlijst heet vaak ook standaardlijst. De determinatie (identificatie) van planten of dieren gebeurt dan aan de hand van deze determinatiekenmerken of diagnostische kenmerken. 
Bij bloemplanten moet vaak een volledig en representatief individu aanwezig zijn met wortel, bloemen en vruchten, omdat deze de belangrijke determinatiekenmerken bevatten. Vaak zijn daarnaast gegevens omtrent de standplaats, vindplaats en eventueel de datum van verzamelen belangrijke indicatieve informatie, alhoewel dit zelf geen determinatiekenmerken zijn.
Voor de determinatie van mossen en van korstmossen is een loep (10–30 × vergrotend) wenselijk. Verder kan een stereomicroscoop of een doorvallend-lichtmicroscoop goede diensten bewijzen. Soms zijn daarbij reagentia onontbeerlijk of moeten coupes worden gemaakt. Voor de determinatie van onder andere diatomeeën is het gebruik van een fasecontrastmicroscoop wenselijk.

## Dieren
Voor in het veld bestaan er zoekkaarten voor enkele diergroepen. Daarop staan alleen afbeeldingen, meestal van de algemeenst voorkomende soorten. Soms worden alleen soorten uit een beperkt aantal habitats afgebeeld. Voor de Nederlandse weekdieren bestaan aparte zoekkaarten voor soorten die op het land leven, in het zoete water en die op het strand te vinden zijn. Ook al omdat dergelijke kaarten niet alle soorten afbeelden is een determinatie nooit helemaal zeker en moet men als men meer zekerheid wil toch een tabel of handboek raadplegen.
Bij slakken en andere ongewervelde dieren wordt de soort vaak bepaald op grond van de uitwendige kenmerken, zoals bij slakken de schelp. In bepaalde gevallen is daarmee geen zekerheid te verkrijgen en zal de anatomie die moeten geven. Hoewel bepaalde betrekkelijk makkelijk te achterhalen anatomische kenmerken soms worden opgenomen zijn tabellen daar doorgaans niet voor bedoeld omdat anatomisch onderzoek alleen door specialisten gedaan kan worden.
Voor soortenrijke groepen als insecten zouden dergelijke tabellen zo groot worden dat ze onhandelbaar zouden zijn, zelfs voor het Nederlandse taalgebied; wel zijn er voor de meeste deelgroepen (bijvoorbeeld voor bepaalde families van de kevers, zoals de Nederlandse loopkevers) soms tabellen opgesteld. Zulke tabellen zijn soms moeilijk verkrijgbaar.

## Apps voor determinatie
Ook zijn er mobiele apps die aan de hand van geschikte foto's met een bepaalde zekerheid een determinatie kunnen leveren, waarbij de gebruikte determinatiekenmerken niet worden genoemd.

## Publicaties met determinatiesleutels
- Boeken, M., Desender, K., Drost, B. et al. (2002). De Loopkevers van Nederland & Vlaanderen. Jeugdbondsuitgeverij.
- Gittenberger, E., Janssen, A.W., Kuijper, W.J., Kuiper, J.G.J., Meijer, T., Van der Velde, G. & De Vries, J.N. (1998). De Nederlandse zoetwatermollusken. Recente en fossiele weekdieren uit zoet en brak water, Nederlandse Fauna 2, Nationaal Natuurhistorisch Museum Naturalis. KNNV Uitgeverij & EIS-Nederland.
- Van der Meijden, R. (1990). Heukels' Flora van Nederland. Wolters-Noordhoff.
- Mennema, J. (red.) (1994). Heimans, Heinsius en Thijsse's geïllustreerde flora van Nederland. Versluys.